# 普雷加滕
普雷加滕是奥地利上奥地利州弗赖施塔特县的一个市镇。总面积27.8平方公里，总人口5001人，人口密度179.9人/平方公里（2011年）。